# 포항 (2019년 영화)
"포항"은 2019년에 개봉한 대한민국의 영화이다.

## 캐스팅
- 고관재 : 연수 역
- 홍서백 : 연근 역
- 최현아 : 혜련 역
- 신재욱 : 대희 역
- 박재홍 : 조선소 김사장 역
- 박창근 : 구룡포 조선소 박사장 역
- 정윤석 : 연수 친구 역
- 정혜린 : 여사장 역
- 이대식 : 배주인 역
- 심성훈 : 중개업자 역
- 이형석 : 운전기사 역
- 희야 : 조선소 동료 1 역
- 반니아 : 조선소 동료 2 역
- 반탄 : 조선소 동료 3 역
- 수안홍 : 조선소 동료 4 역
- 장혜미 : 연근 친구 1 역
- 정혜련 : 연근 친구 2 역
- 이도형 : 스킨스쿠버 역
- 이은영 : 모모식당 사장 역
- 김승직 : 영일대 대목수 역

## 같이 보기
- 2019년 대한민국의 영화 목록